# Johann von Fleischmann

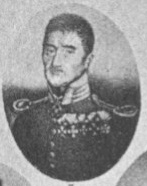
Johann von Fleischmann

Johann Fleischmann, seit 1815 Ritter von Fleischmann (* 24. März 1771 in Ingolstadt; † 27. Dezember 1853 in München) war ein bayerischer Generalmajor.

## Leben
Fleischmann wurde als Sohn eines bayerischen Gefreiten geboren. Er trat am 16. März 1781 als Tambour in das Infanterie-Regiment „Kurprinz“ ein, wurde am 1. Mai 1788 als Gemeiner eingereiht und am 16. Februar zum Korporal ernannt. Am 1. August 1792 wechselte er als Sergent zum 6. Füsilier-Regiment „Pfalzgraf Wilhelm von Birkenfeld“ und nahm mit dieser Einheit in den Jahren 1793 und 1794 sowie 1799 und 1800 an den Feldzügen gegen Frankreich teil. Bereits am 28. Juli 1796 wurde er zum Bataillonsadjutanten ernannt und am 18. September 1799 zum Unterleutnant befördert.
Im September 1805 zum neuerrichteten 13. Linieninfanterie-Regiment versetzt, wurde Fleischmann am 21. Oktober 1805 zum Oberleutnant in seinem Regiment befördert. Als solcher nahm in den Jahren 1806 und 1807 während des Vierten Koalitionskrieges gegen Preußen und Russland teil. Im folgenden Feldzug gegen Österreich 1809 erhielt er am 5. Juni 1809 seine Beförderung zum Hauptmann 2. Klasse im neuerrichteten Jägerkorps, mit dem er an dem Kämpfen gegen die Aufständischen in Tirol teilnahm.
Im April 1811 erfolgte seine Versetzung zum 3. Linieninfanterie-Regiment „Prinz Karl“. Mit dieser Einheit verteidigte Fleischmann während des Russlandfeldzuges ab Januar 1813 die Festung Thorn. Bei der Belagerung der Festung durch die Russen konnte sich Fleischmann besonders auszeichnen. Bei der Verteidigung des Kulmer Tores im April 1813 gelang es ihm während eines Ausfalls, trotz erdrückender Übermacht, die Belagerer zurückzuschlagen. Nach einem erneut folgenden Angriff unter seinem Kommando zwang er die russischen Truppen zum Verlassen einer weiteren wichtigen Stellung. Damit hatten die bayerischen Truppen in kurzer Zeit zwei, für den Bestand der Festung Thorn wichtige, Posten wieder in ihrem Besitz.
Nach seiner bewiesenen Auszeichnung erkannte das im Hauptquartier zu München am 5. September 1814 unter dem Vorsitz des Generals Heinrich Graf von Reuß abgehaltene Ordenskapitel einstimmig die Aufnahme von Fleischmann in den Militär-Max-Joseph-Orden an. Mit Armeebefehl vom 24. Juni 1815 wurde er, wegen seiner Auszeichnung während der Kämpfe bei Thorn am 10. April 1813, als Ritter in den Orden aufgenommen. Mit der Aufnahme in den Orden war gleichzeitig eine Erhebung in den persönlichen bayerischen Adelsstand verbunden.
Am 25. Juni 1813 wurde er zum Hauptmann 1. Klasse im 3. Linieninfanterie-Regiment „Prinz Karl“ befördert und nahm 1814 und 1815 an den Kämpfen gegen Frankreich teil. Während eines Streifzuges konnte Hauptmann Fleischmann am 13. Januar 1814 das Dorf Bercet bei Langres einnehmen. Ein französischer Gegenangriff auf die Ortschaft wurde abgewiesen. In einer Meldung von Oberstleutnant Graf von Thun an den Prinzen Karl von Bayern wurden Fleischmann und seine Einheit ausdrücklich lobend erwähnt, ebenso im Armeebefehl vom 7. März 1814. Gemäß Armeebefehl vom 31. März 1814 erhielt er für seine Verdienste den kaiserlich-russischen St.-Wladimir-Orden IV. Klasse.
Nach der Aufstellung des Grenadier-Garde-Regiments (später Infanterie-Leib-Regiment) im Juli 1814, wurde Hauptmann Fleischmann zu dieser Einheit versetzt und am 16. Oktober 1815 zum Major befördert. Noch 1825, mit Armeebefehl vom 9. Oktober 1825, erhielt Major Fleischmann nachträglich für seine Tapferkeit und Umsicht bei der Belagerung von Thorn im Jahre 1813 den Orden der Französischen Ehrenlegion, sowie am 16. Dezember 1827 das Ehrenkreuz des Ludwigsordens.
Bei Umbildung des Grenadier-Garde-Regiments zu einem Linieninfanterie-Regiment, im Dezember 1825, blieb Fleischmann bei dieser Einheit. Am 1. Januar 1832 zum Oberstleutnant im 2. Linieninfanterie-Regiment „Kronprinz“ befördert, kehrte er am 27. Juni 1832, im gleichen Rang, ins Infanterie-Leib-Regiment zurück und avancierte am 22. Mai 1836 zu dessen Kommandeur, im Range eines Obersts. Nachdem Oberst Fleischmann im September 1838 den kaiserlich russischen Orden der Heiligen Anna II. Klasse mit Brillanten erhalten hatte, trat er am 27. April 1841 mit dem Charakter als Generalmajor in den Ruhestand.
Johann Ritter von Fleischmann starb am 27. Dezember 1853, im Alter von 82 Jahren, in München.